# European Iowa Tour
A European Iowa Tour foi uma digressão de 2002 na Europa que teve como cabeça-de-cartaz os Slipknot, em suporte ao seu segundo álbum de estúdio Iowa (2001). Fez parte de uma digressão mundial de 18 meses para promover Iowa. A banda pretendia iniciar a digressão por altura dos ataques de 11 de Setembro, mas por causa do incidente, foi adiada para Fevereiro de 2002. Em meados de Novembro de 2001, a mulher do percussionista da banda, Shawn Crahan, foi operada à doença de Crohn, o que forçou Crahan a não participar nas actuações ao vivo dos Slipknot. Contudo, o grupo anunciou que mantinham as datas planeadas para futura digressão europeia, que teve o seu começo adiado para inícios de 2002.
Os Slipknot chegaram a Glasgow, Escócia para um concerto a 22 de Fevereiro de 2002 e arrancar assim a European Iowa Tour, que era a penúltima etapa da digressão mundial. Apesar da coberta significativa, a European Iowa Tour não esgotou.